# Harald Mandt
Harald Mandt (* 13. April 1888 in Kiel; † 27. Januar 1974 in Hamburg) war ein deutscher Versicherungsmanager.

## Leben
Harald Mandt war der Sohn des kaiserlichen Marineoffiziers Konteradmiral Otto Mandt. Nach dem Schulbesuch in Kiel, Wilhelmshaven und Berlin studierte er Rechtswissenschaft, Staatswissenschaften und Nationalökonomie in Greifswald, Berlin und als Rhodes-Stipendiat in Oxford (Brasenose College). Dort gehörte er 1912 zum Mitgliederkreis des Hanover Club, eines von 1911 bis 1913 bestehenden deutsch-britischen Debattierclubs unter Führung von Albrecht Graf von Bernstorff, der das gegenseitige Verständnis fördern sollte. Er promovierte zum Dr. iur. Nach dem Militärdienst 1912/13 war er von 1914 bis 1919 im Ersten Weltkrieg an der Ostfront in Russland im Einsatz. Er hat viele Jahre im Ausland für den Mutzenbecher-Konzern gearbeitet.
Er trat in die Albingia-Versicherungsgesellschaft ein, in der er 1930 zum Generaldirektor aufrückte. Von 1956 bis 1970 war er Vorsitzender des Aufsichtsrats, dessen Ehrenpräsident er nach seinem Ausscheiden wurde. Er war Vorsitzender des Reichsverbandes der Privatversicherung von 1940 bis 1945 und danach war er der erste Präsident des Gesamtverbandes der Deutschen Versicherungswirtschaft. Zwischenzeitlich war er acht Jahre als leitender Direktor einer argentinischen Rückversicherungsgesellschaft in Buenos Aires tätig.
Seit 1907 Mitglied des Corps Pomerania Greifswald, wurde er 1959 Corpsschleifenträger der Saxonia Göttingen. Er war Vorsitzender der Universitätsgesellschaft Hamburg und 1956/66 als erster Deutscher Vizepräsident von Rotary International.
Das Bildungszentrum der Albingia in Hamburg-Rissen wurde nach ihm „Harald-Mandt-Haus“ benannt. Heute ist dort das Kinder-Hospiz Sternenbrücke.

## Auszeichnungen
- Ehrensenator der Universität Hamburg (1960)[7]
- Großes Bundesverdienstkreuz mit Stern
- Commander of the British Empire (CBE)[8]